# Karol Fanslau

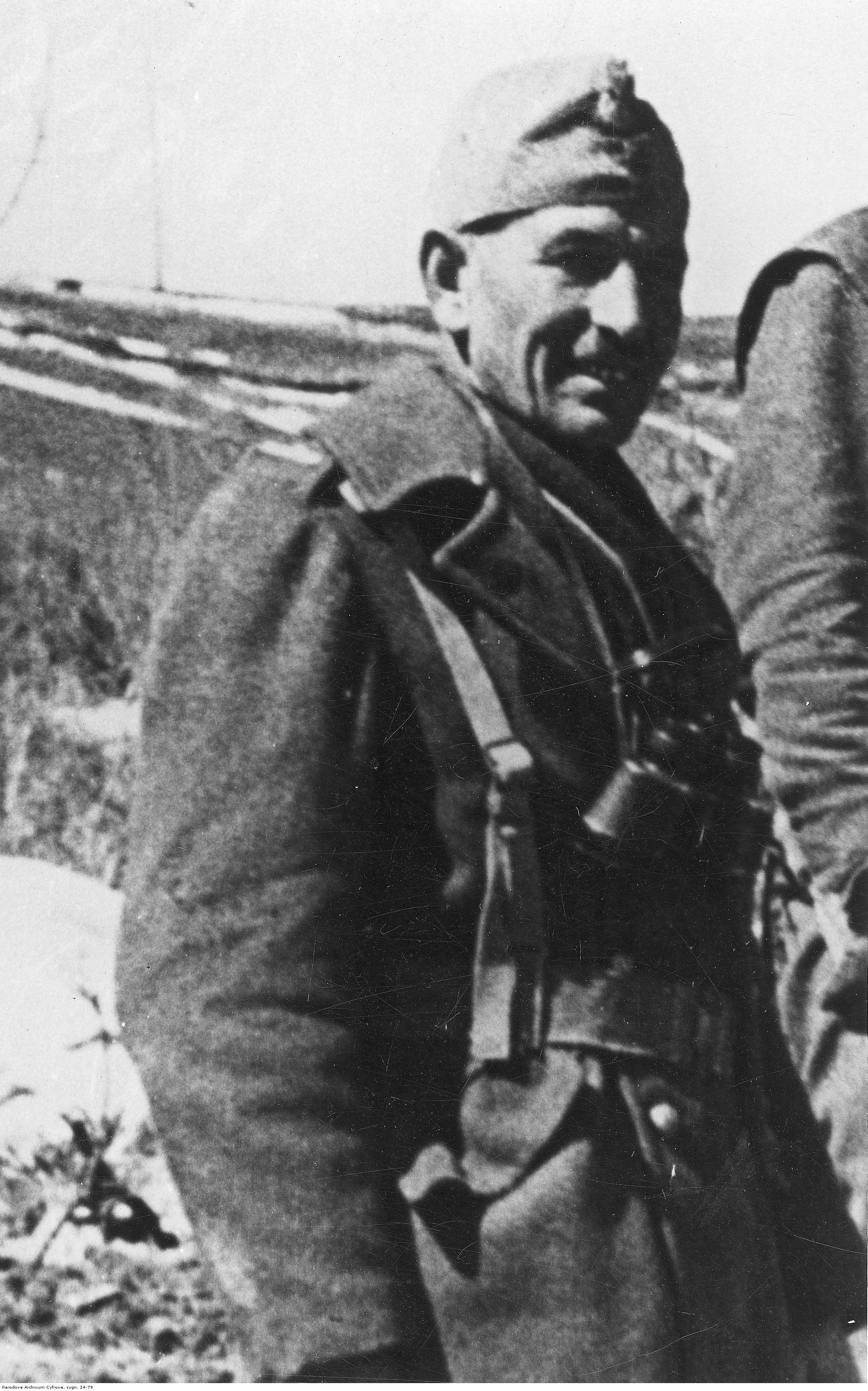
Karol Fanslau – d-ca 4 batalionu 2 Brygady 3 Dywizji Strzelców Karpackich

Karol Reinhold Fanslau, pierwotnie Fanzlau (ur. 12 stycznia 1895 w Kłuśnie, zm. 17 maja 1944 pod Monte Cassino) – podpułkownik piechoty Wojska Polskiego.

## Życiorys
Urodził się 12 stycznia 1895 w Kłuśnie, pow. rypiński, jako syn Andrzeja. Uczył się w rosyjskim gimnazjum w Czugujewie w guberni charkowskiej. W czerwcu 1915 powołany do armii rosyjskiej, ukończył moskiewską oficerską szkołę junkierską. Od stycznia 1918 w Armii Ochotniczej gen. Antona Denikina brał udział w walkach z bolszewikami. Po zakończeniu I wojny światowej, w lipcu 1919, został przyjęty do Wojska Polskiego. Awansowany na stopień porucznika piechoty ze starszeństwem z dniem 1 czerwca 1919, a następnie na stopień kapitana piechoty ze starszeństwem z dniem 1 stycznia 1928. W latach 20. był oficerem 86 pułku piechoty w Mołodecznie. W 1932 był oficerem 49 pułku piechoty w Kołomyi. Na stopień majora został mianowany ze starszeństwem z 19 marca 1938 i 37. lokatą w korpusie oficerów piechoty oraz przeniesiony do Ośrodka Wyszkolenia Rezerw Piechoty w Różanie na stanowisko kierownika wyszkolenia piechoty. W 1938, w czasie akcji zaolziańskiej, dowodził batalionem „Różan” wystawionym przez Ośrodek Wyszkolenia Rezerw Piechoty i podporządkowanym dowódcy Samodzielnej Grupy Operacyjnej „Śląsk”. 
Po wybuchu II wojny światowej 1939 w okresie kampanii wrześniowej pełnił funkcję dowódcy I batalionu 115 pułku piechoty. Później został oficerem Polskich Sił Zbrojnych. W stopniu majora był zastępcą dowódcy 3 batalionu strzelców karpackich. Awansowany na stopień podpułkownika od 4 lipca 1943 był dowódcą 4 batalionu strzelców karpackich. Podczas bitwy o Monte Cassino poległ 17 maja 1944 podczas zdobywania wzniesienia nr 593 (Góra Ofiarna) dowodząc atakiem (przejmujący po nim dowodzenie pułkiem mjr Józef Stojewski-Rybczyński poległ wkrótce potem tego samego dnia). Został pochowany na Polskim Cmentarzu Wojennym na Monte Cassino (kwatera 4-B-2).

## Ordery i odznaczenia
- Krzyż Złoty Orderu Virtuti Militari nr 49[17]
- Krzyż Walecznych
- Srebrny Krzyż Zasługi (19 marca 1935)[18]
- Krzyż Pamiątkowy Monte Cassino nr 759 (1944)[19]